# Gunung Ibul
Gunung Ibul is een bestuurslaag in het regentschap Prabumulih van de provincie Zuid-Sumatra, Indonesië. Gunung Ibul telt 15.627 inwoners (volkstelling 2010).